# Selina Egle
Selina Egle, född 15 januari 2003, är en österrikisk rodelåkare. Hennes syster Madeleine Egle är också en rodelåkare.

## Karriär
Vid VM 2025 i Whistler tog Egle guld tillsammans med Lara Kipp i dubbel samt guld tillsammans med Lara Kipp, Thomas Steu och Wolfgang Kindl i mixeddubbel.